# Scelio walkeri
Scelio walkeri är en stekelart som beskrevs av Jean-Jacques Kieffer 1913. Scelio walkeri ingår i släktet Scelio och familjen Scelionidae. Inga underarter finns listade i Catalogue of Life.